# Кеннеди, Кэрол
Кэрол Эстелль Кеннеди Кучер (англ. Karol Estelle Kennedy Kucher; 14 февраля 1932 год в Шелтоне, Вашингтон, США — 25 июня 2004 год в Сиэтле, Вашингтон, США) — американская фигуристка выступавшая в парном катании. В паре с братом Питером Кеннеди — серебряный призёр зимних Олимпийских игр 1952, чемпионка мира 1950 года, пятикратная чемпионка США (1948—1952) и двукратная победительница чемпионатов Северной Америки (1949, 1951).
Питер и Кэрол Кеннеди были ведущей американской спортивной парой в фигурном катании в послевоенный период. В 1950 году они стали первыми фигуристами из США, которым удалось завоевать титул чемпионов мира в парном разряде. На протяжении следующих 29 лет их достижение оставалось недосягаемым. В 1952 году, в результате разразившегося конфликта с фотокорреспондентом на чемпионате мира в Париже, Питер Кеннеди был пожизненно отстранён от соревнований Ассоциацией фигурного катания США и Международным союзом конькобежцев, что фактически положило конец карьере пары.
В средствах массовой информации фигуристы получили прозвище The Kennedy Kids.

## Биография
Родилась 14 февраля 1932 года в Шелтоне, Вашингтон. Окончила Колорадский колледж и Вашингтонский университет. В 1953 году вышла замуж за Роберта Кучера и проживала с ним в Сиэтле, открыв там собственный магазин одежды. Супруги воспитывали шестерых детей: двух сыновей — Джона и Чарли — и четырёх дочерей: Кэтрин Этерингтон, Мэри Джейн Кучер, Хайди Прей и Сюзанн Санчес.
Скончалась 25 июня 2004 года в больнице в Сиэтле от пневмонии.

## Спортивная карьера
Кэрол Кеннеди вместе со своим братом Питером начали кататься вместе на катке в Олимпии, когда ей было 8, а ему — 12 лет. С самого начала они произвели впечатление на тренера своим талантом, участие в соревнованиях на тот момент было их жизнью вне школы. Родители оказывали им большую поддержку. Отец, Майкл, работавший стоматологом, контролировал их тренировки, а мать, Клариса, занималась дизайном костюмов. Чтобы обеспечить детям возможность профессионально заниматься фигурным катанием, отец шёл на значительные финансовые жертвы: он продал дом, заложил яхту, а также сменил рабочее место на менее просторное. Когда каток, на котором Питер и Кэрол постоянно тренировались, оказался под угрозой закрытия, Майклу Кеннеди пришлось его выкупить. Впоследствии, незадолго до своей смерти в середине 1970-х годов, в разговоре со спортивным журналистом он сказал, что занятие его детей фигурным катанием обошлось ему более чем в 50 тыс. долларов.
На момент, когда Питеру исполнилось 16 лет, семья переехала в Сиэтл, чтобы он и его сестра были ближе к своему тренеру. В свою очередь, такой шаг принёс большие плоды. Уже будучи серебряными призёрами чемпионата США, они дебютировали на мировом первенстве 1947 года, где заняли второе место, уступив бельгийцам Мишлин Ланнуа и Пьеру Бонье. В том же сезоне они завоевали свою первую медаль на чемпионате Северной Америки — бронзу.
В начале олимпийского сезона 1948 года Питер и Кэрол Кеннеди впервые в своей карьере выиграли национальный чемпионат, и впоследствии удерживали титул чемпионов страны вплоть до 1952 года, одержав 5 побед подряд. Результат выступления на Олимпийских играх 1948 в Санкт-Морице оказался менее удачным: пара завершила соревнование на 6 месте. Кэрол на тот момент испытывала сильнейшие боли в спине, отдающие в ногу и приводящие к частичной потере контроля над мышцами этой ноги. Позже в том же году ей потребовалось хирургическое вмешательство на позвоночнике, и тот факт, что в таком состоянии она в целом могла передвигаться, не говоря уже о выступлении на Олимпиаде, вызывал сильное удивление у врачей.
На чемпионате мира 1948 в Давосе Кэрол по-прежнему беспокоила травма спины, и в итоге фигуристам снова не удалось попасть в число призёров — они завершили первенство на 4-й позиции. Однако, как отмечает историк фигурного катания Джеймс Р. Хайнс, на соревновании имели место неоднозначные решения судей, вызывавшие вопросы: венгерский и французский судьи поставили Питера и Кэрол на 2-е место, а швейцарский судья — на 9-е, при этом все медалисты, представлявшие три страны, получили стабильные оценки от большинства судей. После этого случая в 1949 году было принято правило, обязывающее судей требовать немедленного разъяснения, если оценки конкретного судьи существенно расходились с оценками остальных членов судейской бригады. По словам Хайнса, принятие этого положения стало важным этапом на пути к созданию официальных процедур оценивания работы судей.
В 1949 году паре впервые удалось одержать победу на чемпионате Северной Америки, а мировое первенство того же года они завершили с серебряной медалью, уступив венграм Андреа Кекешши и Эде Кирай. В 1950 году, после того как все прежние медалисты ушли из спорта, Питер и Кэрол Кеннеди стали первыми фигуристами из США, завоевавшими титул чемпионов мира в парном разряде, несмотря на то, что достижения американцев в фигурном катании после Второй мировой войны приходились на одиночную дисциплину. Следующую золотую медаль в парной дисциплине американские фигуристы завоевали через 29 лет, когда Тай Бабилония и Рэнди Гарднер одержали победу на чемпионате мира 1979.
В 1951 году впервые после Второй мировой войны на международную арену вернулись немецкие фигуристы. На мировом первенстве того же года ведущая немецкая пара Риа Баран-Фальк / Пауль Фальк, перед этим одержавшая победу на чемпионате Европы, превзошла Питера и Кэрол, не позволив действующим чемпионам мира защитить свой титул. Тем не менее, в том же году паре удалось одержать вторую в своей карьере победу на чемпионате Северной Америки.
На Олимпиаде-1952 пара снова предприняла попытку противостоять немцам, однако и в этот раз потерпела поражение: Питер и Кэрол начали свою программу на очень высокой скорости, и тем самым изначально произвели впечатление на публику, но во второй половине выступления у них возникли трудности, из-за чего по итогам соревнования они завоевали серебряную медаль. В истории американского парного катания это олимпийское серебро стало вторым: Питер и Кэрол Кеннеди повторили успех соотечественников Беатрикс Логран и Шервина Бэджера, добившихся аналогичного результата на Играх 1932 года.
Неделю спустя на чемпионате мира в Париже Питер и Кэрол Кеннеди в третий раз уступили паре Риа Баран-Фальк / Пауль Фальк и завершили соревнование на 2-й позиции. На том же чемпионате произошёл инцидент, где брат Кэрол напал на фотокорреспондента. В выпуске газеты The Seattle Daily Times за 28 февраля 1952 года о случившемся сообщалось следующее:

Доктор Майкл Кеннеди из Сиэтла и его сын участвовали в кулачной драке с французским телеоператором сегодня вечером на чемпионате мира по фигурному катанию и были разняты полицией. Инцидент произошёл в тот момент, когда Питер и его сестра Кэрол покинули лёд после исполнения своей программы. Сойдя с катка, Кэрол отошла к борту и села, чтобы перевести дух. Доктор Кеннеди рассказал, что попросил оператора не снимать её, так как она плакала, но снимок всё же был сделан. В завязавшейся потасовке были сломаны очки доктора, а оператор получил кровотечение из носа. В ситуацию вмешалась полиция. Кеннеди спешно покинули Дворец спорта через чёрный ход и были доставлены в гостиницу. Питер и Кэрол не стали дожидаться, чтобы переодеться в свою уличную одежду.
Оригинальный текст (англ.)Dr. Michael Kennedy of Seattle and his son were involved in a fist fight with a French news cameraman tonight at the World Figure Skating Championship and were separated by police. The incident came as Peter and his sister, Karol, had left the ice after finishing their pair-skating routine. As they left the ice, Karol stepped to the side of the rink and sat down to catch her breath. Dr. Kennedy said he asked the photographer not to take her picture because she was crying, but the picture was made anyway. In the melee that followed, the doctor's glasses were broken and the cameraman received a bloody nose. The police stepped in. The Kennedys hurried from the Sports Palace by a rear door and were taken to their hotel. Peter and Karol didn't wait to change to their street clothes.

Несмотря на то, что это была провокация, как отмечает Джеймс Р. Хайнс, Питер Кеннеди всё же был признан виновным, что в итоге привело к его пожизненному отстранению от соревнований Ассоциацией фигурного катания США и Международным союзом конькобежцев. Этот случай и положил конец карьере пары.
По оценке Хайнса, Питер и Кэрол Кеннеди стали воплощением нового американского стиля в парном катании: их скорость и мастерство стали примером для подражания других пар. Как отмечал Питер Кеннеди, один из их тренеров называл Кэрол «лучшей фигуристкой, которую он когда-либо видел». Питер соглашался с этой оценкой, подчёркивая, что она никогда не допускала ошибок в программах. В 1991 году спортсмены были введены в Зал славы фигурного катания США.

## Результаты выступлений
(с П. Кеннеди)
| Соревнования/Сезон          | 1946 | 1947 | 1948 | 1949 | 1950 | 1951 | 1952 |
| --------------------------- | ---- | ---- | ---- | ---- | ---- | ---- | ---- |
| Олимпийские игры            |      |      | 6    |      |      |      | 2    |
| Чемпионаты мира             |      | 2    | 4    | 2    | 1    | 2    | 2    |
| Чемпионаты Северной Америки |      | 3    |      | 1    |      | 1    |      |
| Чемпионаты США              | 2    | 2    | 1    | 1    | 1    | 1    | 1    |